# سامسونگ اس‌جی‌اچ-آ۱۶۷
سامسونگ اس‌جی‌اچ-آ۱۶۷ یک‌نمونه از گوشی‌های تلفن همراه سری A شرکت سامسونگ می باشد که توسط همین شرکت به بازار عرضه شده‌است.